# Wani
Wani (o Wun) è una città dell'India di 52.814 abitanti, situata nel distretto di Yavatmal, nello stato federato del Maharashtra. In base al numero di abitanti la città rientra nella classe II (da 50.000 a 99.999 persone).

## Geografia fisica
La città è situata a 20° 4' 0 N e 78° 57' 0 E e ha un'altitudine di 227 m s.l.m..

## Società

### Evoluzione demografica
Al censimento del 2001 la popolazione di Wani assommava a 52.814 persone, delle quali 27.143 maschi e 25.671 femmine. I bambini di età inferiore o uguale ai sei anni assommavano a 6.700, dei quali 3.468 maschi e 3.232 femmine. Infine, coloro che erano in grado di saper almeno leggere e scrivere erano 39.223, dei quali 21.646 maschi e 17.577 femmine.